# Margareta Ekholtz
Elsa Margareta Cahné, känd under flicknamnet Margareta Ekholtz, född 7 maj 1921 i Habo församling i dåvarande Skaraborgs län, död 27 juli 2010 i Lidingö församling i Stockholms län, var en svensk friidrottare (sprinter).
Margareta Ekholtz tävlade för klubbarna IK Tord (år 1939), Malmö AI (år 1940) och IFK Hälsingborg (år 1941). 
Hon var från 1944 gift med kapten Carl Ivar Maurice Cahné (1919–2010) som var född i Frankrike.